# 馬勒崖
79°4′S 28°30′W / 79.067°S 28.500°W
馬勒崖（英語：Marø Cliffs），是南極洲的山崖，位於科茨地，處於傑弗里斯冰川西南面，屬於塞隆山脈的一部分，由英聯邦探險隊繪入地圖，現時由南極條約體系管理。